# Хю Масекела
Хю Рамаполо Масекела (на английски: Hugh Ramapolo Masekela) е южноафрикански тромпетист.

## Биография
Роден е на 4 април 1939 г. в Квагука в семейството на санитарен инспектор. От ранна възраст свири на тромпет. От 1960 г. живее във Великобритания, а след това в Съединените щати. Придобива световна известност и оказва силно влияние върху развитието на южноафриканския джаз.
Хю Масекела умира от рак на простатата на 23 януари 2018 г. в Йоханесбург.